# Слободан Вучетић
Слободан Вучетић (Вилуси, 1941) бивши је председник Уставног суда Србије.
Рођен је 10. октобра 1941. године у Вилусима, у Црној Гори. Гимназију је завршио у Врбасу, а дипломирао је на Правном факултету Унивезритета у Београду.
На почетку каријере радио је у Савезној скупштини и Председништву СФРЈ. Био је члан Председништва ССРН Србије и Председништва СР Србије (1989–1991). За судију Уставног суда Србије изабран је 1991, а у децембру 1999. Народна скупштина га је разрешила судијске функције са образложењем да, као члан Управног одбора експертске организације Г17 плус, супротно Уставу, врши и другу јавну функцију. Суштински разлог разрешења биле су, у ствари, његове оштре јавне критике Милошевићевог режима. Нови сазив Народне скупштине је 2001. године огласио правно ништавим разрешење судије Вучетића и донео одлуку о његовом повратку у Уставни суд, са образложењем да обављање функције у стручној организацији, по општеприхваћеном правном схватању, није јавна функција. За председника Уставног суда Србије изабран је 20.06.2002. године, и на тој функцији био је до 08.12.2007. године.
Више од двадесет пет година у јавности је присутан као ангажовани аналитичар  српске политичке стварности и оштар критичар неодговорне и ауторитарне Милошевићеве власти, али и власти после 5. октобра 2000. године. О томе је објавио велики број чланака и стручних радова. Написао је књиге: ''Демократија без доказа", "Приватизована држава", "Фатална власт", "У кругу пораза", "Пре и после", "Дуга рука прошлости" и "Искушења обновљене државности" у којима је подвргао критичкој анализи деформације у остваривању уставног и политичког система у Србији и федерацији.
Живи у Београду.